# تپه خان‌باز ماه‌زری
تپه خان‌باز ماه‌زری مربوط به دوره اشکانیان - دوره ساسانیان است و در شهرستان ملکان، بخش لیلان، ضلع جنوب غربی شهر لیلان، شرق قلعه بختک واقع شده و این اثر در تاریخ ۲۷ اسفند ۱۳۸۶ با شمارهٔ ثبت ۲۲۵۹۶ به‌عنوان یکی از آثار ملی ایران به ثبت رسیده است.